# Прокофьева, Лина Ивановна
Ли́на Ива́новна Проко́фьева (в девичестве Кароли́на Коди́на (исп. Carolina Codina), сценический псевдоним Ли́на Любе́ра (встречается написание Льюбе́ра исп. Lina Llubera)) (21 октября 1897, Мадрид — 3 января 1989, Лондон) — певица (сопрано), жена композитора Сергея Прокофьева.

## Биография
Каролина Коди́на родилась в столице Испании Мадриде в музыкальной семье. Её отец, каталонец Жоан Коди́на-и-Любера (кат. Joan Codina i Llubera), родился 8 октября 1866 года в Барселоне, обладал довольно высоким тенором и пел в кафедральном соборе Барселоны солистом хора. Жоан совершенствовал певческое мастерство в Милане в школе театра Ла Скала, где познакомился с русской певицей Ольгой Владиславовной Немысской, ставшей его женой и матерью Лины.

### Национальность
Национальную принадлежность Лины Прокофьевой определить довольно сложно. Сам С. С. Прокофьев говорил о супруге как об испанке. Достаточно распространено мнение о Лине Прокофьевой — Лине Любере как об испанской певице, что особенно свойственно испанской прессе. Автор биографии Лины Прокофьевой В. Н. Чемберджи цитировала записку певицы на испанском языке, в которой та писала, что её отец и бабушка по отцовской линии были испанцами. Вопреки такому мнению в Каталонии певица считается каталонкой, так как её отец был каталонцем. 
Предки по линии матери происходили из поляков и эльзасцев. Валентина Чемберджи приводила слова Лины о том, что её мать родилась в России и была наполовину француженкой, наполовину полькой, поскольку бабушка по линии матери, урождённая Верле, происходила из Эльзаса, а дедушка по материнской линии был поляком.
Биограф Л. И. Прокофьевой Саймон Моррисон писал, что с детства Лина впитывала 5 языков: русский, каталанский, испанский, английский, французский. Понемногу изучала немецкий язык. Кроме того в «Дневнике» С. С. Прокофьев отмечал, что Лина свободно говорила по-итальянски, например, с Тосканини и его супругой.
Каталанскому языку, несмотря на возражения матери, Лину учил отец. Впоследствии внуки Жоана Кодина, Святослав и Олег, обращались к нему по-каталански — кат. avi (дед), а к бабушке Ольге Вячеславовне — кат. ava или кат. àvia. Лина знала русский язык, потому что общалась с матерью и её отцом по-русски, а испанский — поскольку жила в Испании. Среднее образование получила в эмиграции в США, поэтому английский язык знала настолько хорошо, что помогала Прокофьеву с английским переводом либретто оперы «Любовь к трём апельсинам».

### Кодина, Прокофьева, Любера
Следует различать имя и фамилию до замужества — Каролина Коди́на, в замужестве — Лина Прокофьева, и с 1925 года сценический псевдоним Лина Любера. В программах выступлений значилось: певица Лина Любера (Мадам Прокофьева).
В «Дневнике» С. С. Прокофьев писал имя Лина на французский манер — Linette, а в письмах использовал обращение Пташка. Первое упоминание Linette в «Дневнике» композитора встречается в записи от 18 октября 1919 года:

Я кокетничал с Linette, моей новой поклонницей, впрочем, сдержанной, несмотря на свои двадцать лет. Но Сталь утверждает, что это только снаружи, а на самом деле она даже петь решилась при всех, лишь бы это сделать с моим аккомпанементом.— Прокофьев С. С. «Дневник»
При работе над оперой «Любовь к трём апельсинам» Прокофьев изменил имя одной принцессы: Виолетта была переименована в Линетту (Linette).
Биограф Лины Прокофьевой музыковед Саймон Моррисон писал: «У Лины не было, как это принято в России, отчества — его придумали тюремщики, они же добавили окончание женского рода. Она стала зваться Лина Ивановна Прокофьева <…>». Такое мнение противоречит текстам писем С. С. Прокофьева Н. Я. Мясковскому, например, от 5 апреля 1928 года: «Крепко обнимаю Вас. Искренний привет от Лины Ивановны. Ваш С. Пркфв». Ещё один пример из письма Прокофьева от 8 октября 1934 года из Парижа: «Что касается оркестрового исполнения „Гадкого утёнка“, то есть проект, что его будет петь Лина Ивановна в Московском радио».
Валентина Чемберджи приводит цитату из «Мемуаров русского космополита» Николая Набокова, где автор также использует принятое в русском языке обращение по имени и отчеству — Лина Ивановна. Во время поездок по России к Жоану Коди́на обращались по имени Иван Иванович, поэтому отчество Лины — Ивановна — употреблялось в соответствии с русской традицией задолго до получения советского гражданства в 1936 году и ареста в 1948 году.

### Прокофьев
После рождения Каролина Кодина жила в Испании, в детстве некоторое время провела в России — в Одессе и на Кавказе, затем в Швейцарии. С самого начала 1908 года вместе с родителями жила в эмиграции в США. Лина впервые увидела Сергея Прокофьева 10 декабря 1918 года в Карнеги-холле при исполнении собственного сочинения — Первого фортепианного концерта. Судя по реакции друзей и знакомых девушка влюбилась не только в музыку, но также в её автора и исполнителя. Лина познакомилась с Прокофьевым 17 февраля 1919 года после его концерта в Эолиан-холле, но начало их романа относится к концу осени того же года.
Летом 1920 года Лина избавилась от опеки матери и отправилась во Францию для обучения вокальному искусству. 8 октября 1923 года Лина Кодина и Сергей Прокофьев зарегистрировали брак в немецком городе Этталь, после чего проживали во Франции и выступали на гастролях в разных странах. 26 января 1936 года Л. И. Прокофьева получила советский паспорт. С 1936 по 1974 год певица жила в СССР.

### Арест и заключение
20 февраля 1948 года Лина Прокофьева была арестована, провела 9 месяцев на Лубянке и в Лефортово. В октябре 1948 года Л. И. Прокофьева Постановлением Особого Совещания была обвинена в шпионаже и измене Родине, приговорена судом-тройкой к 20-ти годам ИТЛ строгого режима по статье 58-1а с конфискацией имущества. 
Содержалась в Абези, Потьме (Дубровлаг). После прекращения дела за отсутствием состава преступления была освобождена 29 июня 1956 года.

### «Казус Прокофьева»
Лину Прокофьеву всегда возмущало, когда она слышала о себе выражение «первая жена русского композитора Прокофьева». В 1938 году С. С. Прокофьев познакомился с Мирой Александровной Мендельсон. Через год у композитора и молодой переводчицы начался роман. В начале 1941 года Прокофьев ушёл из семьи. 
В 1947 году вышел получивший обратную силу (ex post facto) Указ Президиума ВС СССР «О воспрещении браков между гражданами СССР и иностранцами». Таким образом, заключённый в Эттале брак был признан недействительным, так как он не был оформлен в консульстве СССР, что сделало возможной официальную регистрацию брака С. С. Прокофьева с М. А. Мендельсон 15 января 1948 года. 
В октябре 1954 года Указ Президиума Верховного Совета СССР «О воспрещении браков между гражданами СССР и иностранцами» был отменён. Это позволило Лине Прокофьевой в 1957 году юридически восстановить права жены композитора в судебном порядке. После выдачи свидетельства о браке с С. С. Прокофьевым вдова добилась признания её единственной женой и получения персональной пенсии. 
Однако 12 марта 1958 года Верховным судом также была признана вдовой Мира Мендельсон. По словам сына композитора Святослава и В. Н. Чемберджи, в советской юридической практике этот случай получил название «казус Прокофьева», беспрецедентность которого состоит в том, что суд признал оба брака действительными. Саймон Моррисон писал: «У Прокофьева было две вдовы, и его состояние было поделено между двумя его женами и двумя сыновьями».
До 1974 года Лина Прокофьева жила в Москве, где работала над архивами мужа.

### После выезда из СССР
Ещё до ареста Лина Прокофьева пыталась выехать из СССР, но в этом ей было отказано. Лишь после письма Ю. В. Андропову в 1974 году получила разрешение на загранпоездку в Англию к сыну Олегу. 
Жила в Лондоне, потом обосновалась в любимом ею Париже. Вдова композитора не отказалась от советского гражданства, а для пребывания за границей продлевала визу в консульстве. Продолжала работать над архивами мужа. 
В 1976 году получила авторские права на наследие композитора, в 1983 году в Лондоне создала Фонд Прокофьева. 
Лина Ивановна Прокофьева умерла в Лондоне 3 января 1989 года и была похоронена в пригороде Парижа Мёдоне рядом со свекровью Марией Григорьевной Прокофьевой.

## Карьера певицы
Лина обучалась пению у матери. С осени 1920 года в Париже брала уроки пения у Фелии Литвин. Под сценическим псевдонимом Верле (Verle) несколько раз выступила с театром-кабаре «Летучая мышь» (фр. La Chauve-Souris) Никиты Балиева в Париже в конце 1920 года, но уволилась, продержавшись в труппе около месяца.
Летом и осенью 1921 года Лина Кодина занималась у Эммы Кальве, её соло на концерте в Родезе стало гвоздём программы. Педагоги по-разному оценивали природные данные молодой певицы: Литвин считала, что у Лины драматическое сопрано, а Кальве — колоратурное. С февраля 1922 года училась в Миланской консерватории. Об этом периоде учёбы певицы Прокофьев отметил в «Дневнике»:

Пташка уехала в Милан седьмого октября. Её голос развился и вышколился, надо было ещё позаняться — и постараться достигнуть сцены.— Прокофьев С. С. «Дневник»
Через несколько месяцев по этому поводу Прокофьев сделал ещё одну запись:

Она [Пташка] недавно пела на театральной пробе и возможно, что получит дебют в «Риголетто» в самом Милане. Отлично!— Прокофьев С. С. «Дневник»
Певческая карьера началась в Милане, а 7 мая 1925 года с концерта в Льеже — гастрольная деятельность певицы. Лина исполняла романсы под аккомпанемент Прокофьева. После концерта композитор писал в «Дневнике» об успехе у публики и благосклонном восприятии критикой выступления певицы:

7 мая. Пташка очень волнуется, не дотягивала ноты в первой группе (мои романсы), но недурно пела во второй (русские романсы) и имела большой успех, не меньше меня. <…> 9 мая. У Пташки отличные критики, лучше моих; моя музыка оказалась не по уму льежцам, хотя и рассуждают с почтением.— Прокофьев С. С. «Дневник»
В программу входили романсы С. С. Прокофьева, П. И. Чайковского, М. П. Мусоргского, Н. К. Метнера, И. Ф. Стравинского, Н. Я. Мясковского. Лина выступала на гастролях с Прокофьевым во Франции, в Швеции, США, Германии, Италии, Польше, СССР, на Кубе. Певица также исполняла песни и арии из опер европейских композиторов. Исполнительская карьера не удалась из-за боязни сцены. Перед выступлениями появлялся насморк и пропадал голос. Согласно Саймону Моррисону, ни одной записи голоса Лины Прокофьевой не сохранилось.

## Семья
Сын — Святослав Сергеевич Прокофьев (1924—2010). Внук — Сергей Святославович Прокофьев (род. 1954).
Сын — Олег Прокофьев (1928—1998). Внуки — Сергей Прокофьев (1954—2014), Габриэль Прокофьев (род. 1975).

## Комментарии
1. ↑  На сайте Фонда Сергея Прокофьева Сергей Святославович Прокофьев под своими публикациями ставит подпись Сергей Прокофьев младший. См., например: Сергей Прокофьев младший. Книга Саймона Моррисона о Лине Прокофьевой или преждевременные рецензии. The Serge Prokofiev Foundation. Дата обращения: 8 декабря 2016. Архивировано 24 января 2017 года.